# Campeonato Mundial de Lucha de 1922
El XI Campeonato Mundial de Lucha se celebró en Estocolmo (Suecia) entre el 8 y el 11 de marzo de 1922 bajo la organización de la Federación Internacional de Luchas Asociadas (FILA) y la Federación Sueca de Lucha. Solamente se compitió en las categorías del estilo grecorromano.

## Resultados

### Lucha grecorromana
| Evento   | Oro                           | Plata                     | Bronce                        |
| -------- | ----------------------------- | ------------------------- | ----------------------------- |
| 58 kg    | Frithjof Svensson · Suecia    | Eduard Pütsep Estonia     | Kaarlo Mäkinen · Finlandia    |
| 62 kg    | Kalle Anttila · Finlandia     | Martin Egeberg · Noruega  | Otto Boesen Dinamarca         |
| 67,5 kg  | Edvard Westerlund · Finlandia | Ödön Radvány Hungría      | Birger Nilsen · Noruega       |
| 75 kg    | Carl Westergren · Suecia      | Einar Pettersen · Noruega | Charles Frisenfeldt Dinamarca |
| 82,5 kg  | Edil Rosenqvist · Finlandia   | Rudolf Svensson · Suecia  | Svend Nielsen Dinamarca       |
| +82,5 kg | Ernst Nilsson · Suecia        | Anders Ahlgren · Suecia   | Toivo Pohjala · Finlandia     |

## Medallero
| Núm. | País      | Oro | Plata | Bronce | Total |
| ---- | --------- | --- | ----- | ------ | ----- |
| 1    | Suecia    | 3   | 2     | 0      | 5     |
| 2    | Finlandia | 3   | 0     | 2      | 5     |
| 3    | Noruega   | 0   | 2     | 1      | 3     |
| 4    | Estonia   | 0   | 1     | 0      | 1     |
| 4    | Hungría   | 0   | 1     | 0      | 1     |
| 6    | Dinamarca | 0   | 0     | 3      | 3     |
|      | TOTAL     | 6   | 6     | 6      | 18    |